# Sygnał analogowy
Sygnał analogowy – sygnał, który może przyjmować dowolną wartość z ciągłego przedziału (nieskończonego lub ograniczonego zakresem zmienności). Jego wartości mogą zostać określone w każdej chwili, dzięki funkcji matematycznej opisującej dany sygnał. Przeciwieństwem sygnału analogowego jest sygnał skwantowany, nazywany również dyskretnym.

Porównanie sygnału analogowego (czerwony) z cyfrowym (niebieski)
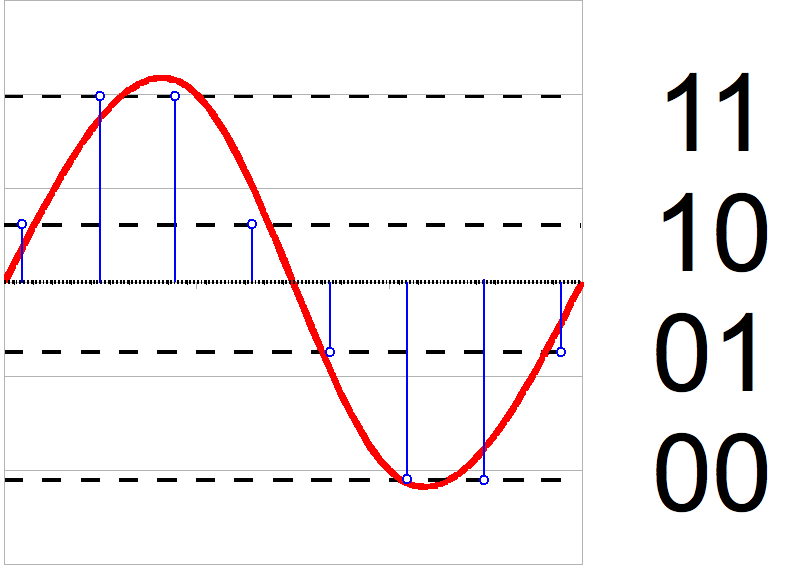
kwantyzacja 2-bitowa
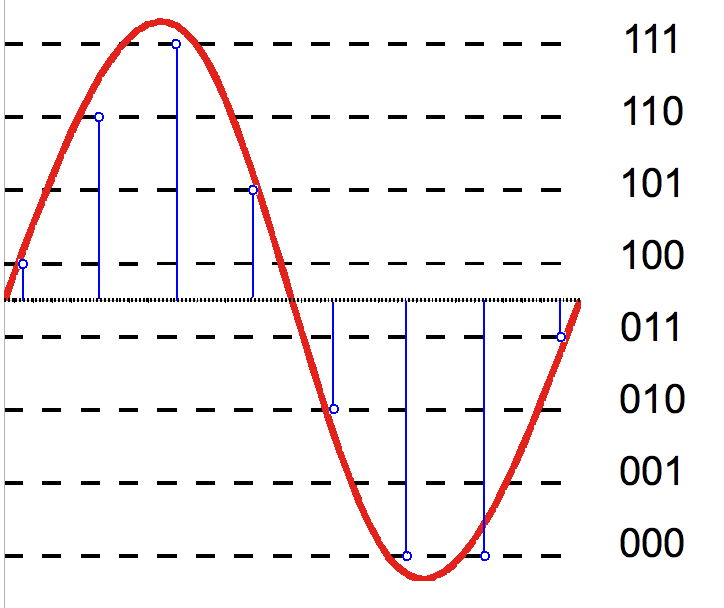
kwantyzacja 3-bitowa
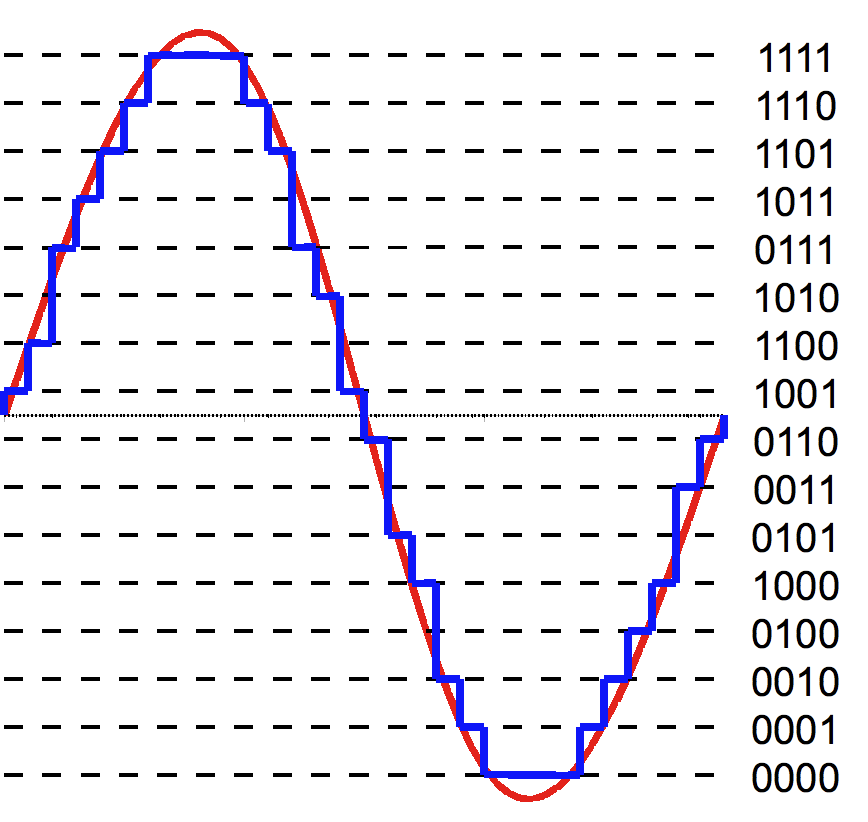
kwantyzacja 4-bitowa